# Glypta nigra
Glypta nigra är en stekelart som beskrevs av Dasch 1988. Glypta nigra ingår i släktet Glypta och familjen brokparasitsteklar. Inga underarter finns listade i Catalogue of Life.